# Mihai Gheorghiu
Mihai Gheorghiu (n. 16 august 1967, București) este un filolog român, care a fost ales ca deputat de București în legislatura 1996-2000, pe listele partidului PNȚCD. A îndeplinit funcția de Secretar de Stat în Ministerul Afacerilor Externe, ca Șef al Departamentului pentru relațiile cu românii de pretutindeni. În prezent este director general adjunct al Muzeului Țăranului Român.
În octombrie 2015, Mihai Gheorghiu a fost numit președintele Coaliției pentru Familie, inițiatoarea referendumului constituțional eșuat din 6–7 octombrie 2018, care viza redefinirea familiei în art. 48, alin. (1) din Constituția României.

## Biografie
Mihai Gheorghiu s-a născut la data de 16 august 1967, în municipiul București. A absolvit cursurile Facultății de Litere din cadrul Universității București (1991). În perioada studenției, s-a implicat în mișcarea studențească, fiind vicepreședinte al Ligii Studenților (1990-1991) și unul dintre liderii Pieței Universității. El a participat la acțiunile Alianței Civice și ale Fundației Române pentru Democrație, fiind membru fondator al celor două organizații civice.
Ca o recunoaștere a activității sale în sprijinul democrației și al statului de drept, i s-a acordat în anul 1990 Premiul Freedom al Partidului Conservator din Marea Britanie, distincție care i-a fost înmânată, în cadul ceremoniei, de către Margaret Thatcher și celor două personalități marcante ale rezistenței anticomuniste: Doina Cornea și Corneliu Coposu.
Mihai Gheorghiu a urmat ulterior stagii de pregătire organizate de Open Business School din Marea Britanie (1995) și de Institutul Robert Schumann de la Bruxelles – studii europene (1996). A absolvit în anul 1997 Colegiul Național de Apărare, apoi a beneficiat de o bursă NATO în SUA, la invitația Departamentului de Stat (1999).
După absolvirea facultății, a devenit profesor de istoria literaturii române la Facultatea de Litere a Universității București. A publicat studii și referate pe teme de antropologie și etnologie în reviste și lucrări de specialitate, precum și numeroase articole și studii în presa culturală.
A fost membru al Partidului Național Țărănesc Creștin Democrat (PNȚCD). În legislatura 1996-2000, Mihai Gheorghiu a fost deputat de București, ales pe listele Convenției Democrate Române. În această calitate, a fost membru în Comisia pentru apărare, ordine publică și siguranță națională a Camerei Deputaților, secretar în Comisia specială a Camerei Deputaților și Senatului pentru exercitarea controlului parlamentar asupra Serviciului de Informații Externe (din octombrie 1998) și membru în Grupul parlamentar de prietenie cu Republica Polonă. În aceeași perioadă a fost președinte al Comisiei de Acțiune România-SUA, organism de coordonare a proiectelor comune inițiate de Guvernul României, Departamentul de Stat al SUA și Centrul de Studii Internaționale și Strategice. Ca deputat, s-a făcut remarcat printr-o intensă activitate legislativă, fiind inițiator și coautor al mai multor proiecte de lege (Legea informațiilor publice, Legea protecției familiilor tinere).
La data de 18 martie 2005, Mihai Gheorghiu a fost numit secretar de stat în Ministerul Afacerilor Externe, coordonând din noiembrie 2006 Departamentul pentru relațiile cu românii de pretutindeni.
În februarie 2013, Mihai Gheorghiu a fost acuzat de Ambasada SUA în România că ar fi organizat un boicot al unei seri de film la Muzeul Țăranului Român, eveniment organizat în parteneriat cu Ambasada SUA, în cardul Lunii Istoriei LGBT. Printre lozincile scandate de cei care au boicotat proiecția se remarcă mesaje homofobe precum „Moarte homosexualilor” sau „Rușine, zdrențelor”.  Gheorghiu a respins acuzațiile, precizând că a fost doar martor, nu și organizator.
Mihai Gheorghiu vorbește fluent limbile engleză, franceză și germană.